# Burggen
Burggen – miejscowość i gmina w Niemczech, w kraju związkowym Bawaria, w rejencji Górna Bawaria, w regionie Oberland, w powiecie Weilheim-Schongau, wchodzi w skład wspólnoty administracyjnej Bernbeuren. Leży około 25 km na południowy zachód od Weilheim in Oberbayern.

## Dzielnice
- Burggen
- Tannenberg
- Haslach

## Demografia
Dane o ludności z 31 grudnia 2008:
| Opis                                | Ogółem | Ogółem | Kobiety | Kobiety | Mężczyźni | Mężczyźni |
| ----------------------------------- | ------ | ------ | ------- | ------- | --------- | --------- |
| Jednostka                           | osób   | %      | osób    | %       | osób      | %         |
| Populacja                           | 1693   | 100    | 829     | 48,97   | 864       | 51,03     |
| Wiek przedprodukcyjny (0–17 lat)    | 393    | 23,21  | 188     | 11,1    | 205       | 12,11     |
| Wiek produkcyjny (18–65 lat)        | 1018   | 60,13  | 499     | 29,47   | 519       | 30,66     |
| Wiek poprodukcyjny (powyżej 65 lat) | 282    | 16,66  | 142     | 8,39    | 140       | 8,27      |

## Polityka
Wójtem gminy jest Josef Schuster z BL, wcześniej urząd ten obejmował Johann Selzle, rada gminy składa się z 12 osób.
|      | UWG | BL | TL | Razem |
| 2008 | 5   | 6  | 1  | 12    |
| 2002 | 5   | 5  | 2  | 12    |